# Dzień Pacjenta w Śpiączce
Dzień Pacjenta w Śpiączce – polskie święto uchwalone przez Sejm RP 23 listopada 2012 roku. Na obchody wyznaczono dzień 18 kwietnia.
Dzień ten nie jest dniem wolnym od pracy.

## Historia
Sejmowa Komisja Zdrowia przygotowała projekt uchwały w odpowiedzi na pisemną prośbę fundacji Ewy Błaszczyk „Akogo?”, działającej na rzecz dzieci wymagających rehabilitacji po ciężkich urazach neurologicznych oraz ich rodzin. Do podjęcia ostatecznej decyzji przez Sejm, w sprawie uchwalenia święta, przyczyniła się pozytywna opinia prezesa Agencji Technologii Oceny Medycznej (AOTM) w sprawie pierwszego w Polsce programu medyczno–neurorehabilitacyjnego, przygotowanego dla pacjentów znajdujących się w stanie śpiączki.

## Obchody
Celem obchodów jest zwrócenie uwagi na sytuację takich pacjentów i zrozumienie ich problemów.
Sejm podkreślił w Uchwale, że osoby te niemogące zabiegać o poszanowanie swoich praw, „winny być przez Rzeczpospolitą Polską otoczone szczególną opieką i troską”. Wyraził również nadzieję, że obchody Dnia pomogą „stworzyć w przyszłości system mający na celu wybudzanie pacjentów ze śpiączki, gdy tylko jest to możliwe”.